# Onda Madrid
Onda Madrid és una emissora de ràdio pública de la Comunitat de Madrid, Espanya. La cadena es troba integrada en Radio Televisión Madrid, la cinquena empresa de radiotelevisió autonòmica creada des de l'aparició de la radiodifusió regional.
Afiliada a la FORTA des del seu naixement, és una emissora de ràdio pública que pertany en exclusiva al govern autonòmic. Va començar la seva emissió el 18 de febrer de 1985 a dos quarts de set del matí amb una entrevista realitzada pel director de la cadena, Jorge Martínez Reverte al llavors president de la Comunitat de Madrid, Joaquín Leguina. Oficialment, la inauguració de la ràdio va tenir lloc l'1 de març de 1985 durant una festa que es va celebrar al Palau de Congressos de Madrid. Des de sempre, en la seva programació han predominat els programes informatius, orientats cap a la població de la regió i espais esportius.

## Història

### Inicis
Durant els seus primers anys Onda Madrid dedicava gran part de la seva emissió a continguts musicals amb format de "ràdio fórmula". A més, la cadena pública madrilenya compaginava continguts informatius amb espais per a la difusió de la cultura i l'esport en l'àmbit de la Comunitat de Madrid. Amb la crisi de la ràdio musical, a mitjan 90, la cadena es va convertir en una emissora de caràcter generalista, que dedicava gran part de la seva emissió a continguts informatius, espais d'entreteniment i sobretot esportius. Els grans magazins "Madrid se mueve" i "Madrid, Madrid" copaven gran part de la programació, cedint la paraula als ciutadans de la comunitat. Denominat primer "Comunidad deportes" i després "Madrid al tanto" el programa esportiu de la matinal dels diumenges és un referent de la ràdio madrilenya.
El trasllat de seu, l'any 1997, a l'actual edifici de la Ciudad de la Imagen, an Pozuelo de Alarcón, Madrid, va suposar una nova reestructuració que va afectar la cadena. El 8 de setembre del 2000, la cadena sofriria un canvi de marca, passant a denominar-se Telemadrid Radio. Tanmateix, aquest nom no va arribar a calar bé entre els oïdors i el 14 setembre de 2004 el Consell d'Administració de l'Ens Públic RTVM va decidir recuperar el nom Onda Madrid.

## Programes
- Buenos días, Madrid. Presentat per: Juan Pablo Colmenarejo, i Ely del Valle (en el seu segon tram), Gran contenidor d'informació que recorre tot el matí de la ràdio.
- El Partido de la 1. Presenta: José María del Toro.
- El Partido de la 9 Presenta: Rodrigo de Pablo.
- Las Noticias de las 2 Presenta: Felipe Serrano.
- Madrid Trabaja Presenta: Javier Peña.
- Madrid directo. Presenten: Nieves Herrero i Carlos Honorato.
- El Enfoque Informatiu d'anàlisi de l'actualitat presentat per Felix Madero.
- Pole Position Actualitat del motor. Presenta Juanma Fernández
- Dos Hasta Las Dos Tertúlia desenfadada presentada per Begoña Tormo i Isabel García Regadera. Entrevistes en profunditat.
- El Paso Presenta: Manolo Calderón.
- Onda Pop Pop en castellà. Dirigeix i presenta Jesús María López.
- La Radio Del Cole Espai escolar. Presenta Daniel Ortuño
- Fórmula Salud Presentat per Alipio Gutiérrez.
- Quedamos A Comer Presentat per Begoña Tormo.
- Onda Madrid Todo Música Selecció de cançons històriques. Presenta: Pedro García de Val.
- El Partido De La Onda Retransmissions esportives.
- Madrid Al Tanto Esport de Madrid en directe. José Luis Poblador.
- Ecos De Lo Remoto Programa dedicat a la divulgació de successos que tenen una mica de mitològic, inexplicable o sobrenatural. Presenta Álvaro Martín.
- El Camerino El teatre. Dirigeix i presenta Marta Zúñiga.
- Madrid Sin Fronteras ONG’s, associacions i fundacions. Presenta Clara Esteban.
- Madrid Despierta. Música i agenda agenda diària d'activitats desenvolupades en la Comunitat de Madrid.

## Freqüències
- TDT Comunitat de Madrid: Canal 55
- FM Comunitat de Madrid: Freqüències 101.3 (MADRID) i 106.0 (Comunitat)